# Droit des cinq sols
Le droit des cinq sols est un impôt royal prélevé sur le vin pendant les temps modernes. Il tire son nom du montant initial de l'impôt instauré par Charles IX en 1561 qui était de cinq sols, même si ce montant a évolué au cours de l'histoire.

## Histoire
En France, sous l'Ancien Régime, le droit des cinq sols est un impôt royal sur les boissons créé en 1561 par Charles IX. Un nouveau droit, de montant équivalent, est ajouté en 1581.
Les généralités de Lyon, Orléans et Tours ne paient que les « cinq sols anciens » ; celles d'Alençon, Amiens, Caen, Châlons, Paris, Rouen et Soissons paient les deux « cinq sols ». Le droit est dû sur chaque muid de vin (environ 268 litres) à raison de 5 sols.
En 1658, il est porté à 14 sols. Les ecclésiastiques en sont exemptés pour les vins produits dans leurs bénéfices.